# Audiomètre

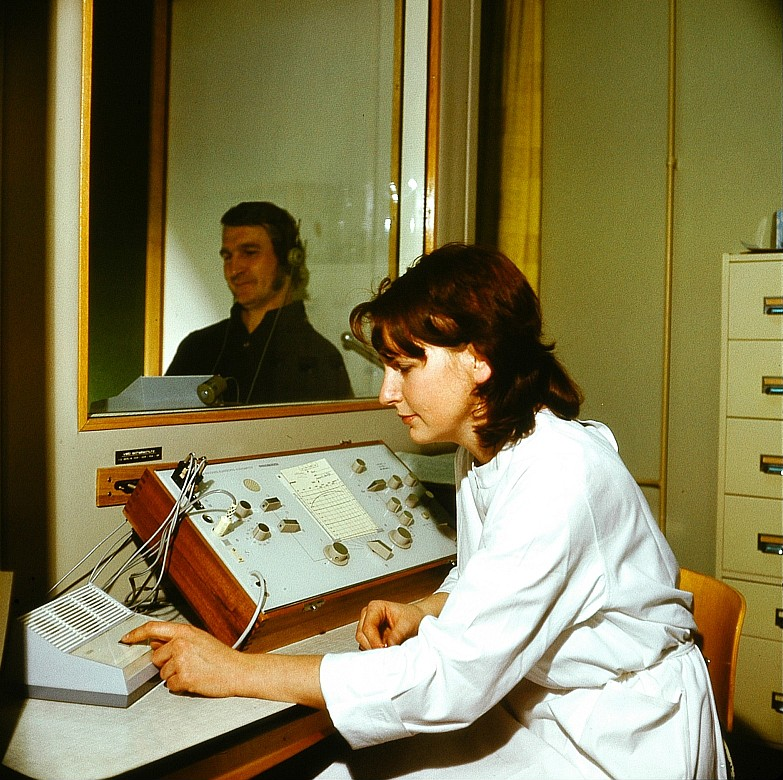
Examen de l'acuité auditive d'un patient dans les années 1970, à l'aide d'un audiomètre.

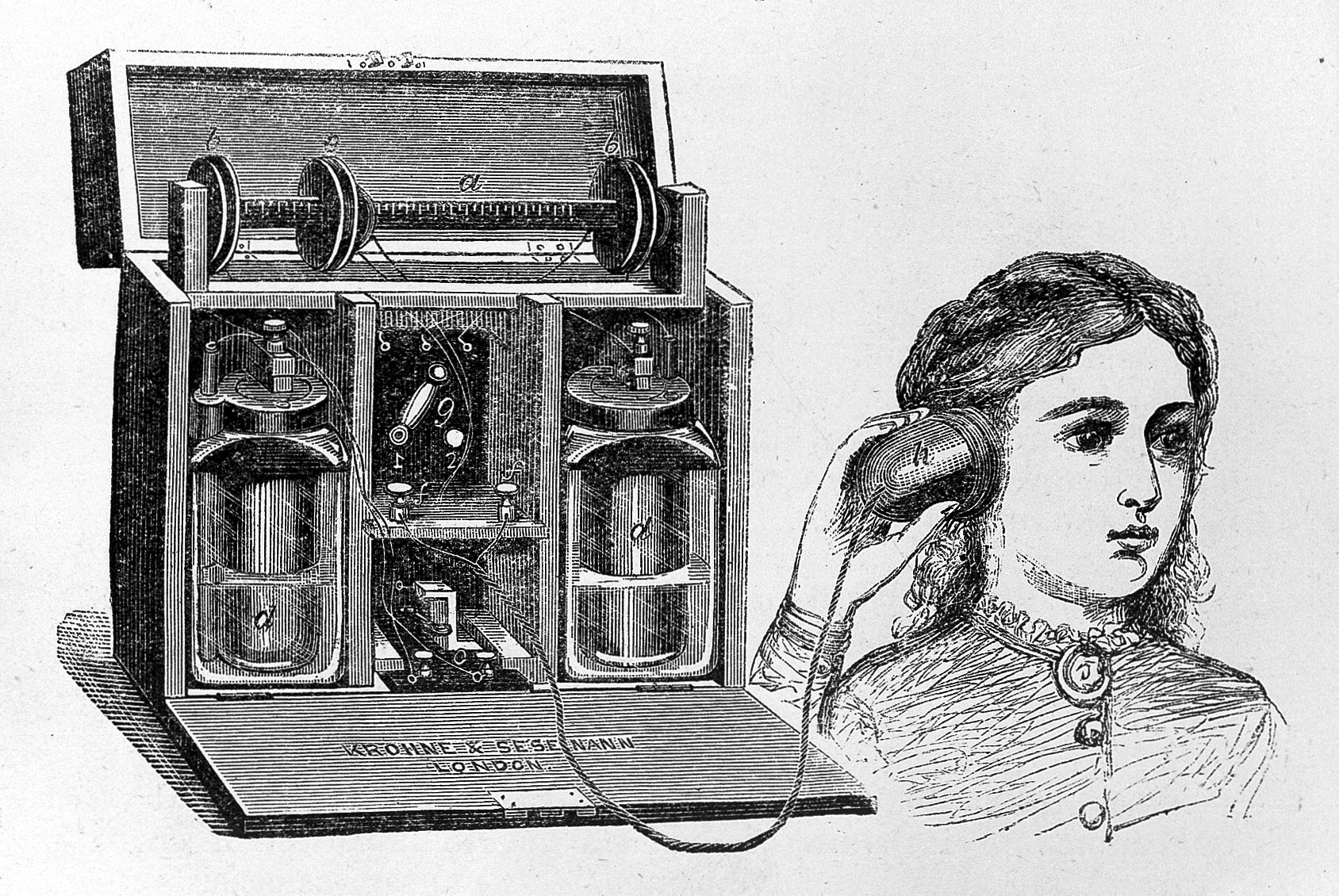
Audiomètre de David Edward Hughes (1880)

Un audiomètre (du latin audio, entendre, et du grec μέτρον, la mesure), ou acoumètre (du grec ακούειν, entendre, et μέτρον, la mesure) est un appareil utilisé en audiométrie permettant, de fait, de mesurer les capacités de l'ouïe d'un individu. Il établit un rapport sur l'acuité auditive, signalant une tendance vers la surdité ou l'hypoacousie.

## Fonctionnement
Il se base sur l'interaction entre le patient et la machine : la machine envoie différentes intensités sonores et enregistre les réponses rendues pour constituer un audiogramme.
Il est généralement composé d'une unité, d'un casque audio qui envoie les sons, et d'une télécommande destinée à recevoir les réponses du patient, reliés ensemble par des câbles, parfois accompagnés d'un ordinateur pour consigner les informations et faire l'audiogramme.
Certains logiciels commerciaux et personnels proposent aussi ce type de programme.

## Histoire
On attribue souvent la paternité de l'audiomètre au physicien Harvey Fletcher.
Le premier audiomètre a été mis au point en 1878 par le musicien Arthur Hartmann, en Allemagne[réf. nécessaire]. Le nom d'audiomètre a été donné par Benjamin Richardson en 1879 à partir des racines étymologiques latines.
En 1922, s'ajoute au programme de mesure l'audiogramme, récemment inventé.

## Source
- Laboratoire de physique national d'Ukraine